# Svartsvanshjort
Svartsvanshjort eller åsnehjort (Odocoileus hemionus) är en art i familjen hjortdjur som förekommer i Nordamerikas västra delar. Den är närmast släkt med vitsvanshjorten.

## Kännetecken
Allmänt liknar arten vitsvanshjorten men svansens färg är annorlunda. Svansfärgen är beroende på underart helt svart eller på bägge sidor vit med svart spets. Öronen är betydligt större och även hanarnas horn har en annan form än hos vitsvanshjorten. Hos unga hanar finns enkla stänger, som hos rådjuret, och hos äldre hanar växer flera förgreningar upp till 50 taggar. Svartsvanshjortar har en mankhöjd av cirka en meter och en vikt mellan 75 (honor) och 150 (hanar) kilogram.

## Utbredning
Svartsvanshjortens utbredningsområde ligger huvudsakligen i Klippiga bergen men även i barrskogar av British Columbia, i västra delar av prärien samt i öken och halvöken av sydvästra USA och nordvästra Mexiko. I motsats till vitsvanshjorten är djuret ingen kulturföljare och undviker människans boplatser.

## Levnadssätt
Hanar och honor lever i skilda grupper och gamla hanar ibland ensamma. Gruppens sammansättning är inte fastlagd, bara under parningstiden uppstår en fast hierarki. Under vandringar bildar svartsvanshjortar ibland större hjordar. Dessa vandringar förekommer oftast i bergsområden, för att undkomma kylan i höga regioner, och i öken, för att hitta vattenkällor.
Vid parningstiden försöker hanarna få kontroll över en grupp honor. Unga och svaga hanar fördrivs från gruppen. Oftast bestämmer hornens storlek vem som är starkast.

## Hot och skyddsåtgärder
Ursprungligen fanns omkring 10 miljoner svartsvanshjortar i Nordamerika men efter en tid med intensiv jakt minskade beståndet till 300 000 individer året 1900. Efter inrättning av skyddsåtgärder ökade populationen till 5 miljoner exemplar men stagnerade efter 1960-talet.
IUCN listar en underart, Odocoileus hemionus cerrosensis, som hotad. Den lever på den mexikanska ön Cedros som ligger vid Baja Californias kustlinje. Populationen av underarten uppskattas till 300 individer.